# East London (Südafrika)
East London (englisch; Afrikaans: Oos-Londen, isiXhosa: Imonti) ist eine 267.007 Einwohner (Stand 2011) zählende Stadt in der Metropolgemeinde Buffalo City in der Provinz Ostkap in Südafrika. Sie liegt an den Mündungen des Buffalo- und des Nahoon Rivers in den Indischen Ozean.

## Geschichte
East London war zuerst im Jahr 1836 als Militärposten der Briten (Fort Glamorgan) eingerichtet und diente als Stützpunkt während der Grenzkriege. Der Ort wuchs mit der Ansiedlung deutscher Siedler, die zuvor in der Britisch-Deutschen Legion des Krimkrieges gedient hatten, 1857 um das Fort. Später erhielt East London das Stadtrecht. Seinen heutigen Namen erhielt die Stadt 1848 durch den britischen Hochkommissar Sir Harry Smith.
Die Einwohnerentwicklung zeigt das städtische Wachstum durch Verkehr und Industrialisierung:
- 1891: 6924 Einwohner[2]
- 1921: 34.673 Einwohner, davon 22.257 Nichteuropäer.[3]

Der Hafen von East London nahm für die britische Kolonialwirtschaft im Ostteil der Kapkolonie eine zentrale Funktion für die Warenein- und -ausfuhr des traditionell agrarisch und seit dem 19. Jahrhundert von Verarbeitungsindustrie geprägten Umfelds der Stadt und der sich bis nach Qonce erstreckenden Siedlungen ein. An erster Stelle der landwirtschaftlichen Aktivitäten stand seit der Mitte des 19. Jahrhunderts die Schafzucht. Der Schwerpunkt der Ausfuhren über den Hafen lag demzufolge in Schafswolle, ferner in Angorawolle und Leder sowie damit verbundener Verarbeitungsprodukte. Die intensive Landnutzung der Gebiete um Middledrift und Keiskammahoek, im Glen-Grey-Distrikt sowie bis in die Transkei hatte in den 1920er und 1930er Jahren die Degradation der Böden (Bildung von Dongas) durch Überweidung extrem ansteigen lassen. Das erzeugte in den 1930er bis in die 1940er Jahre einen drastischen zahlenmäßigen Rückgang in der Schafhaltung und bei den Wollpreisen, wobei sich eine Erholung erst nach 1945 einstellte.
Im Jahr 2000 wurde East London mit King William’s Town und Bisho zum Verwaltungsdistrikt Local Municipality Buffalo City im Distrikt Amathole zusammengeschlossen, später wurden sie Teil der Buffalo City Metropolitan Municipality. Bei der Volkszählung 2011 bezeichneten sich 70,1 % als Schwarze, 16,0 % als Weiße, 11,6 % als Coloureds, 1,8 % als Inder/Asiaten und 0,5 % als Sonstige.

## Verkehr und Wirtschaft

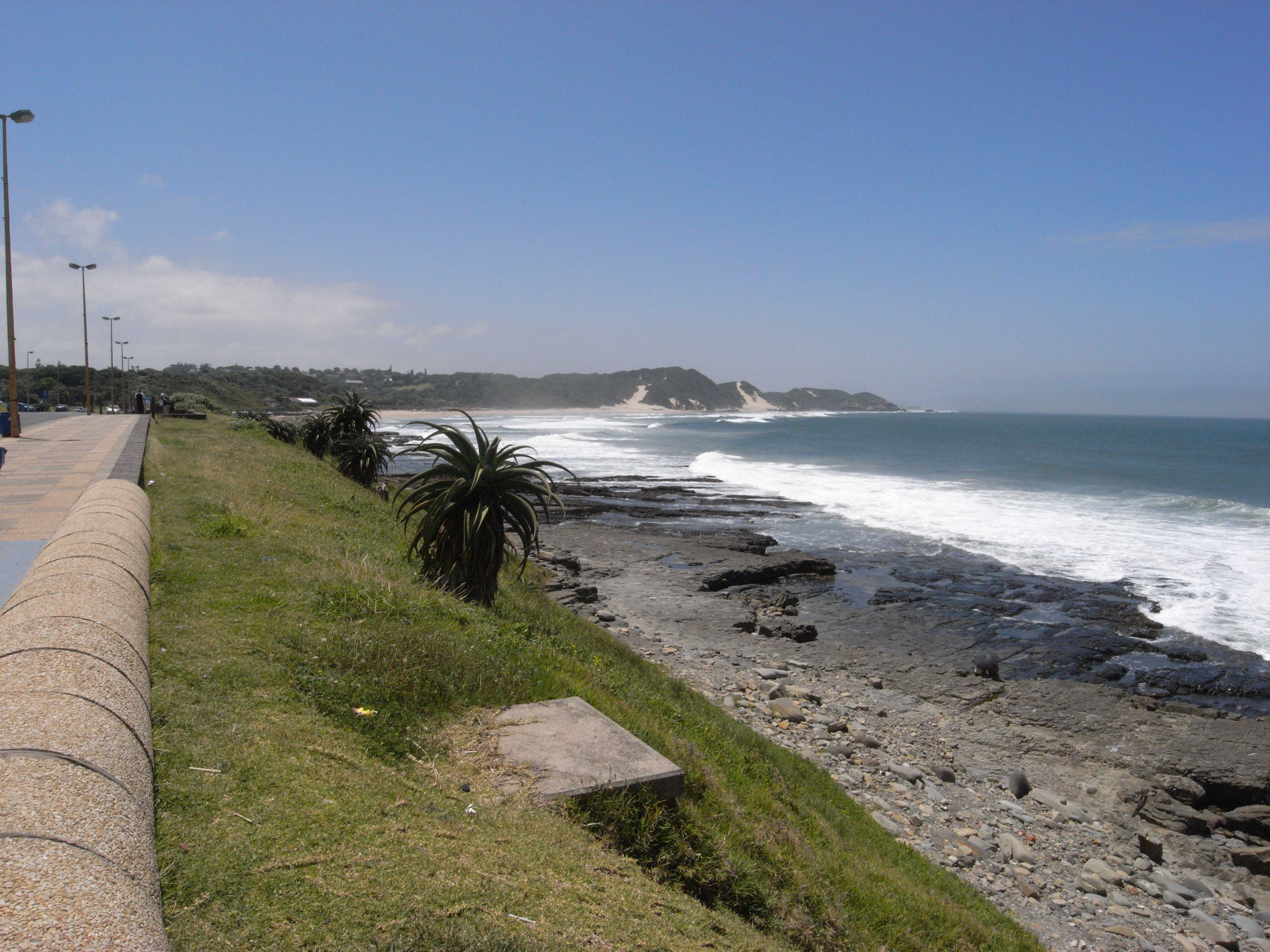
Uferstraße in East London am Indischen Ozean

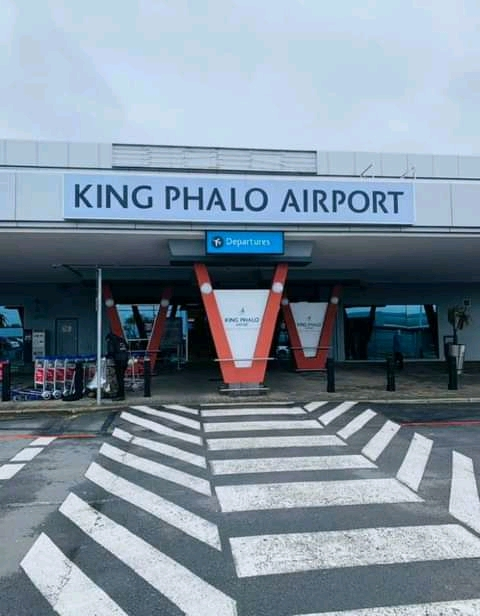
Flughafen von East London

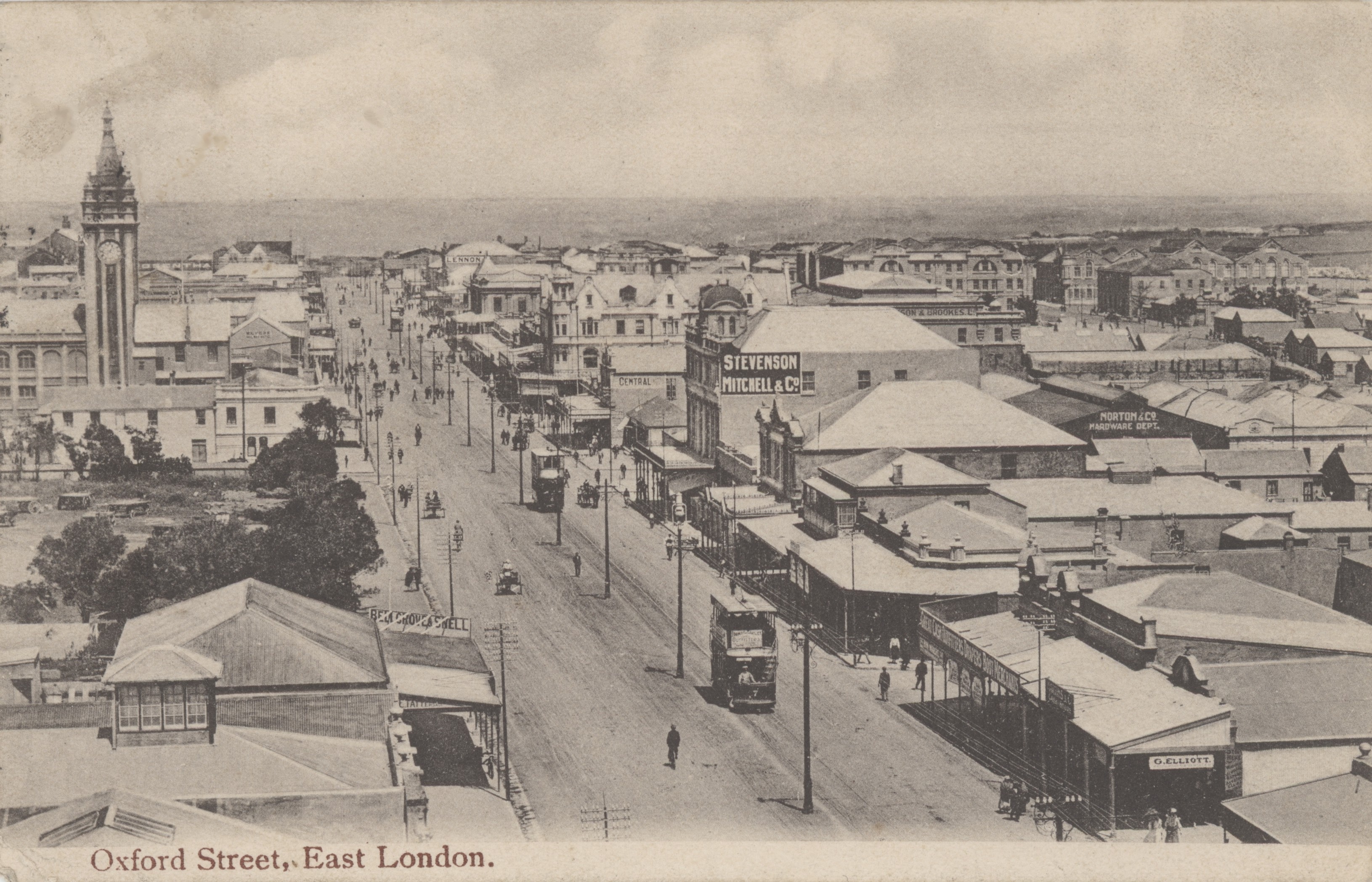
East London um 1900

Mit dem Flugzeug ist der Flughafen East London nur von anderen südafrikanischen Luftdrehkreuzen aus erreichbar, da der stadteigene Flughafen nicht für internationale Flüge ausgelegt ist.
Mehrere Hauptstraßen verbinden East London mit den benachbarten Regionen. Das sind die Küstenverbindung nach Gqeberha und Durban sowie nordwestlich bzw. nördlich führende Routen. Nach Bloemfontein fährt man über Aliwal North auf der Nationalstraße N6. Die Strecke der Nationalstraße N2 ist als Autobahn bis nach King William’s Town befahrbar. Ein Ausbau der von hier nach Alice und weiter führenden R 63 ist in Planung.
Eine Eisenbahnstrecke führt ins Landesinnere und verzweigt sich bei Bhisho in Richtung Aliwal North und Gqeberha.
Der Hafen von East London ist heute hauptsächlich ein Frachthafen von mittlerer Größe. Der Hafen und die nachgelagerten Betriebe bieten zahlreiche Arbeitsplätze.
Für die Region ist die Stadt ein wichtiges Dienstleistungszentrum mit Strukturen des Handels und Kleingewerbes. Wichtigster Arbeitgeber ist die Daimler AG, die in East London Motorfahrzeuge (Pkw und Lkw) für den südafrikanischen Markt und andere Länder baut. Dementsprechend haben sich dort zahlreiche Autozulieferer etabliert. Mit dem Bau der 2002 genehmigten East London Industrial Development Zone (ELIDZ) auf Flächen der vormaligen Gewerbezone Leeches Bay wurde ein modernes Industriegebiet geschaffen. Die Gewinnung von Interessenten begann 2005. Im Folgejahr entstand hier der Automotive Supplier Park (ASP) von Mercedes-Benz. Seit 2009 folgten Ansiedlungen von Unternehmen, die auf den Gebieten der erneuerbaren Energien, der Aquakultur und der Verarbeitung landwirtschaftlicher Erzeugnisse tätig sind.

## Bildung
In East London befindet sich ein Campus der Walter-Sisulu-Universität. Im Stadtteil Selborne liegt das Buffalo City Public FET College, eine Einrichtung zur berufsnahen Ausbildung.

## Klima
In East London steigen die mittleren Tageshöchstwerte in den Sommermonaten auf bis über 27 °C an, die Tagestiefstwerte liegen um 18–20 °C. Im Winter werden mittlere Höchstwerte um 22 °C und mittlere Tiefstwerte von etwa 13 °C erreicht. In den Wintermonaten Juni und Juli fällt mit etwa 30 mm vergleichsweise wenig Regen, in den Sommermonaten steigt die Niederschlagsmenge dann auf bis knapp unter 100 mm.

## Sport
East London verfügt mit dem Buffalo Park über ein internationales Cricket-Stadion. Beim Cricket World Cup 2003 fanden hier drei Partien statt.
Ein weiteres bekanntes Stadion ist das Buffalo City Stadium, in dem bei der Rugby-Union-Weltmeisterschaft 1995 drei Spiele stattfanden.

## Sehenswürdigkeiten
- East London Museum
- City Hall (1897 anlässlich des 60-jährigen Thronjubiläums von Königin Victoria errichtet)
- Ann-Bryant-Kunstgalerie (1905 erbaut)
- Denkmal für die Deutschen Siedler
- Gately House (Wohnhaus des ersten Bürgermeisters)
- East London Aquarium
- Botanischer Garten und Zoo (Queen’s Park Botanical Garden & Zoo)
- Kwelera National Botanical Garden
- East London Coast State Forest
- Strandanlagen

## Persönlichkeiten
In East London wurden die folgenden Personen geboren:
- Friedrich Jungheinrich (1899–1968), Unternehmer
- Marjorie Courtenay-Latimer (1907–2004), Museumsleiterin und Entdeckerin eines „lebenden Fossils“
- Mackay Davashe (1920–1972), Jazzmusiker
- Cecil Skotnes (1926–2009), Maler, Bildhauer und Grafiker
- Neville Price (1929–1980), Weitspringer
- Joan Harrison (1935–2025), Schwimmerin
- Cherry Wainer (1935–2014), Musikerin
- Pinise Saul (1941–2016), Jazzsängerin
- Tete Mbambisa (* 1942), Jazzmusiker
- David E. Potter (* 1943), Gründer und Vorsitzender des Mikrocomputersystemunternehmens Psion
- Johnny Dyani (1945–1986), Jazzmusiker
- Ian Scheckter (* 1947), Automobilrennfahrer
- Norman Catherine (* 1949), zeitgenössischer Künstler
- Jody Scheckter (* 1950), Autorennfahrer
- Johan Froneman (* 1953), Jurist, Richter am Verfassungsgericht der Republik Südafrika
- Gwen Lister (* 1953), namibische Journalistin und Verlegerin
- Judith Masters (1955–2022), Expertin auf dem Gebiet der Stammesgeschichte der Primaten und Professorin für Zoologie
- Noxolo Kiviet (* 1963), Politikerin
- Myrtle Bothma (* 1964), Hürdenläuferin
- Karen van der Veen (* 1966), Hürdenläuferin
- Simon Adams (* 1967), Dartspieler
- Ashley Taylor (* 1968), Schauspieler, Synchronsprecher und Komiker
- Masibulele Makepula (* 1973), Boxer im Halbfliegengewicht
- Mark Boucher (* 1976), Cricketspieler
- Kesivan Naidoo (* 1979), Jazzmusiker
- Natalie Grandin (* 1981), Tennisspielerin
- Ayanda Sikade (* 1981), Jazzmusiker
- Siyoli Waters (* 1983), Squashspielerin
- Lwanda Gogwana (* 1985), Jazzmusiker
- Kelsey-Lee Barber (* 1991), australische Speerwerferin
- Ayabonga Sonjica (* 1991), Boxer
- Anneke Bosch (* 1993), Cricketspielerin
- Sinalo Jafta (* 1994), Cricketspielerin
- Robyn Moodaly (* 1994), Fußballspielerin
- Glenn Phillips (* 1996), neuseeländischer Cricketspieler
- Masali Baduza (* 1997), Schauspielerin